# Баллюм
Баллюм (нід. Ballum) — село в нідерландській провінції Фрисландія. Адміністративний центр муніципалітету Амеланд. Розташоване на однойменному острові.
Його площа становить 17,19км², а населення станом на 2021 рік складало 480 осіб.
Перша згадка про населений пункт датується 1473 роком.

## Галерея

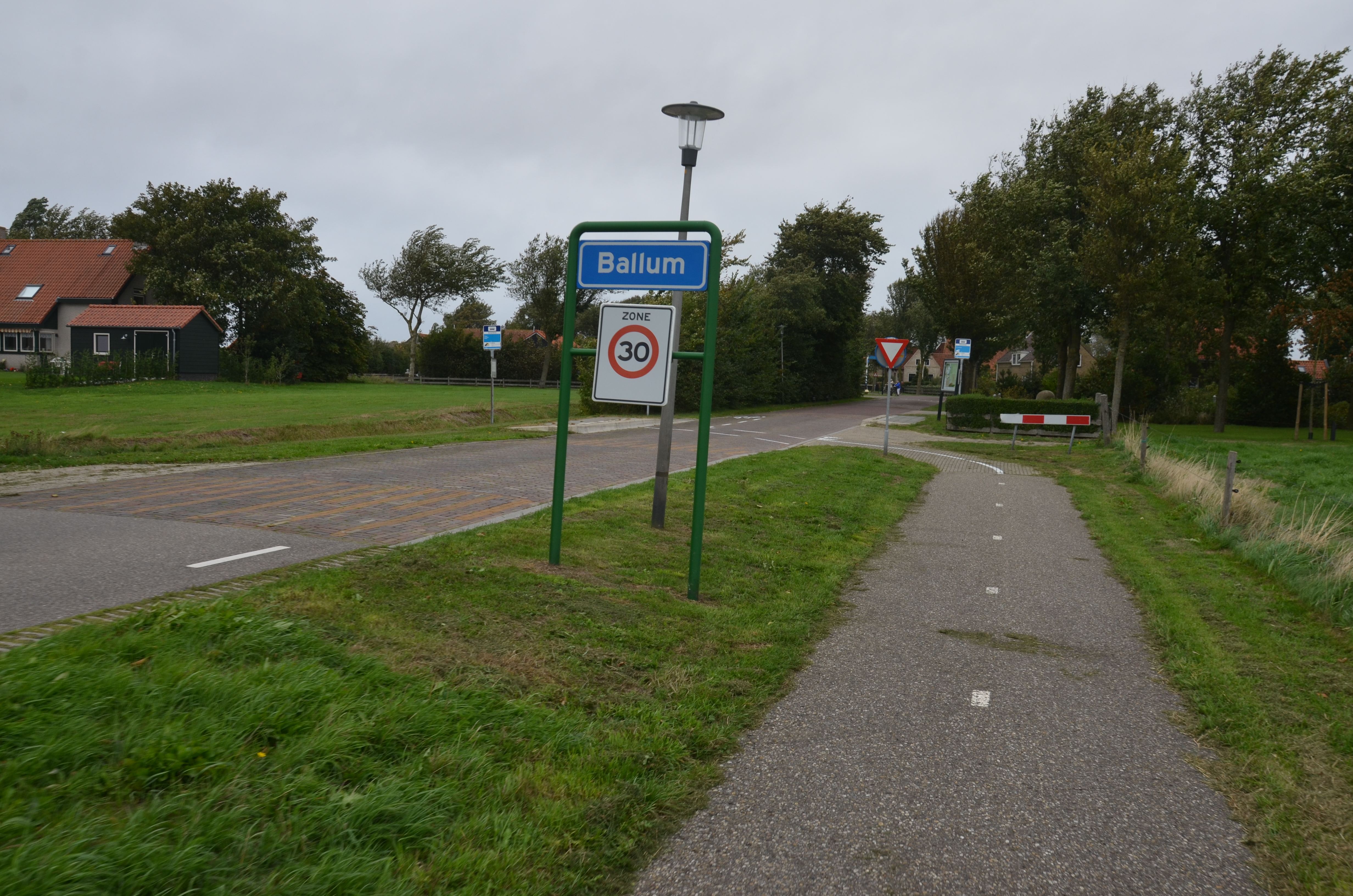
В'їзд до села
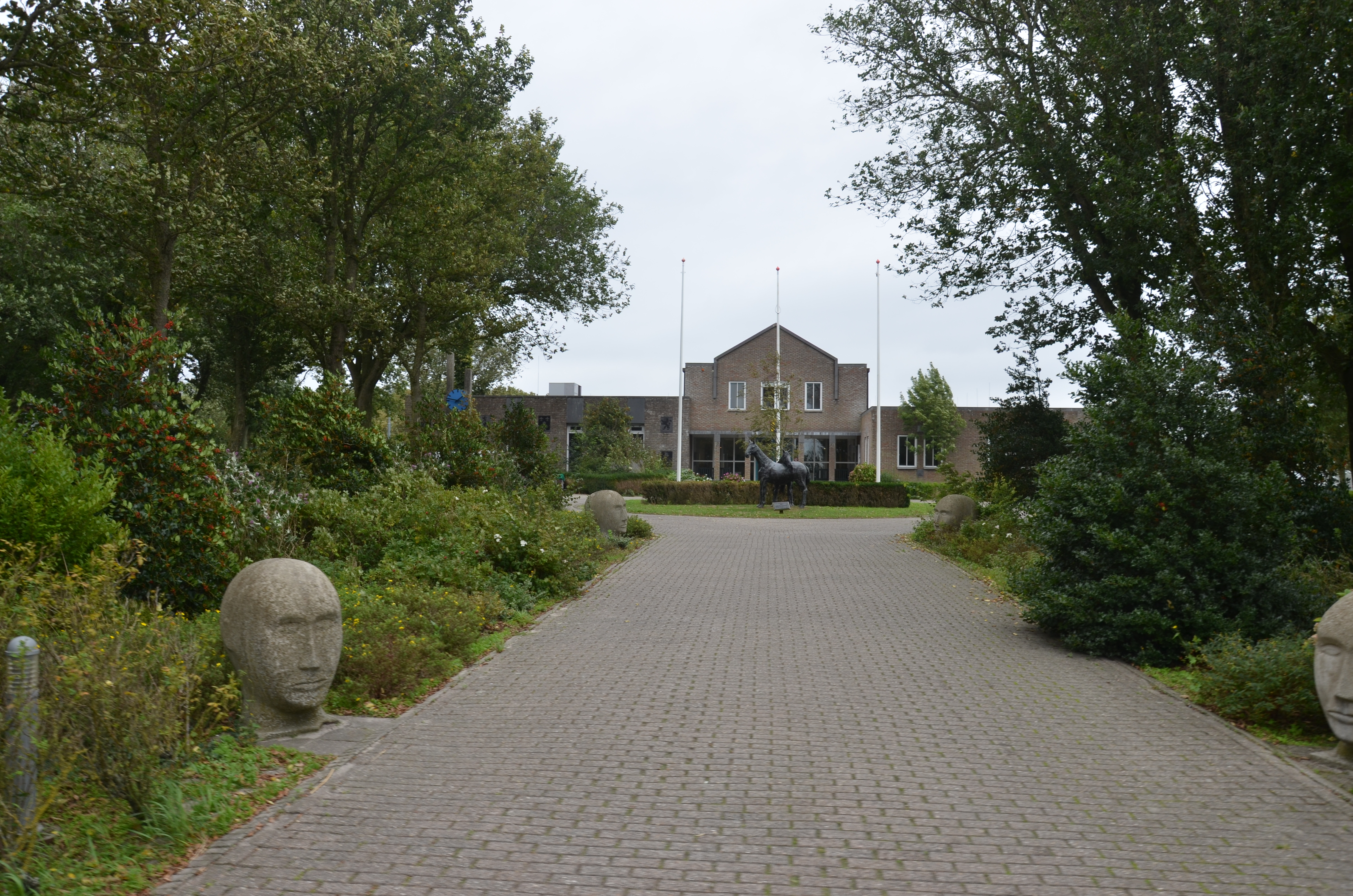
Муніципальний центр
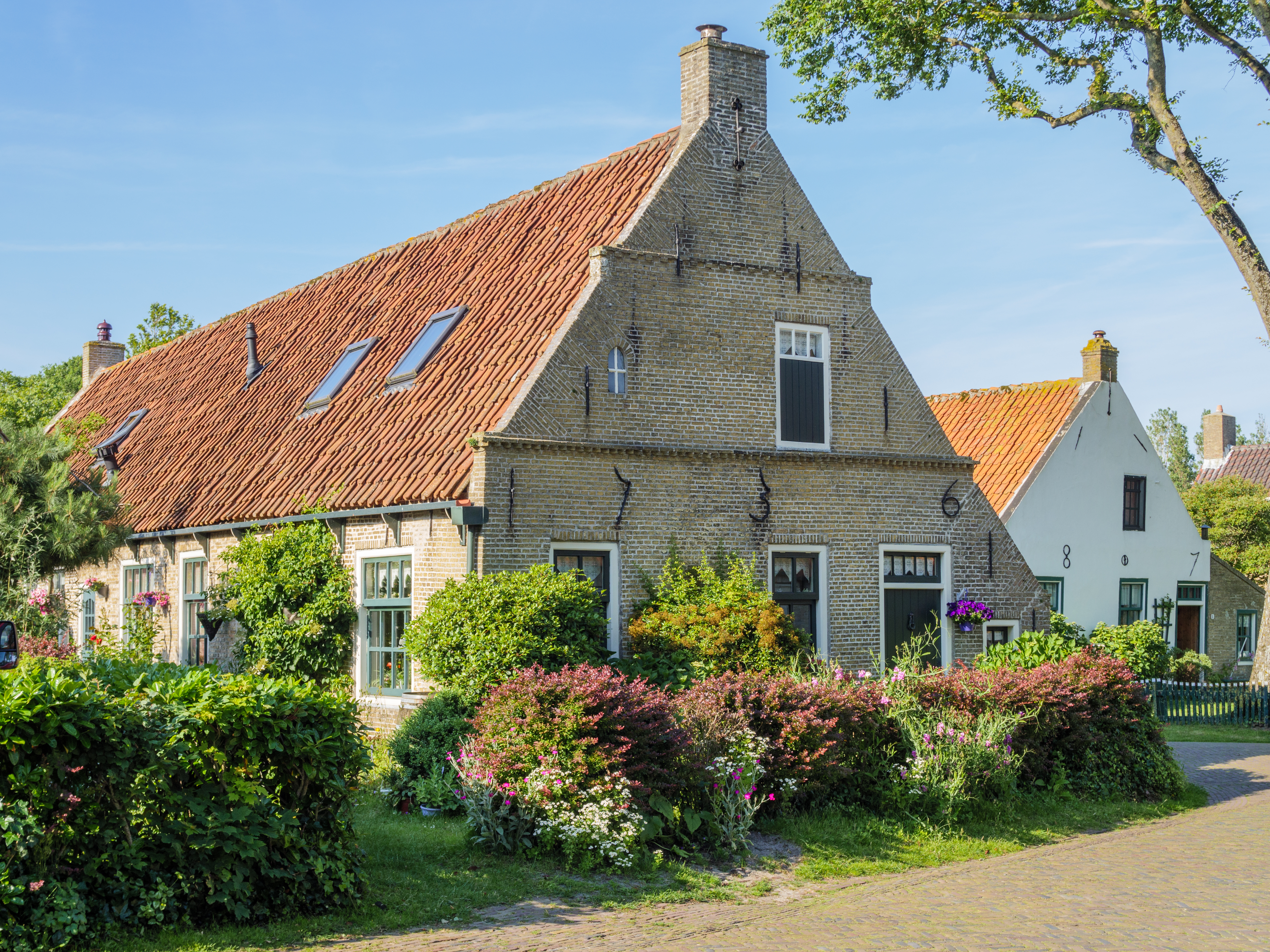
Сільський будинок